# Hyposidra neglecta
Hyposidra neglecta är en fjärilsart som beskrevs av Robert H. Carcasson 1964. Hyposidra neglecta ingår i släktet Hyposidra och familjen mätare. Inga underarter finns listade i Catalogue of Life.